# Ar-Rahad (Kordofan Północny)
Ar-Rahad (arab. الرهد) – miasto w środkowym Sudanie, w wilajecie Kordofan Północny. W 2012 roku miasto liczyło 24 258 mieszkańców.